# Ben Hendrickson
Benjamin John Hendrickson (né le 4 février 1981 à St. Cloud, Minnesota, États-Unis) est un lanceur droitier de baseball ayant joué dans les Ligues majeures pour les Brewers de Milwaukee en 2004 et 2006.

## Carrière
Ben Hendrickson est drafté en 10e ronde par les Brewers de Milwaukee en 1999. Il joue son premier match dans les majeures avec cette équipe le 2 juin 2004. Utilisé comme lanceur partant dans neuf de ses dix sorties cette année-là avec les Brewers, il ne remporte qu'une seule décision, encaissant la défaite à huit reprises. Après avoir été crédité du revers à ses six premières sorties, il mérite sa première victoire dans les majeures le 4 septembre contre les Reds de Cincinnati.
Après avoir passé la saison 2005 en ligues mineures, on le revoit brièvement avec les Brewers en 2006. Il effectue trois départs et une sortie en relève, encaissant deux défaites contre aucune victoire.
Le 27 mars 2007, Milwaukee échange Hendrickson aux Royals de Kansas City contre le receveur Max Saint-Pierre. Hendrickson passe par l'organisation des Rays de Tampa Bay et des Twins du Minnesota au cours des années suivantes, sans jouer en Ligue majeure. En date de 2010, il est agent libre.